# Our Choice (könyv)
Az Our Choice Al Gore 2009 novemberében megjelent környezetvédelmi könyve. Eredeti címe: The Path to Survival, a Kellemetlen igazság 2006-os könyvének folytatása. 100%-ban újrahasznosított papír felhasználásával készült a kiadvány, melynek bevétele a Szövetség az Éghajlat Védelméért alapítványhoz folyik be, melyet 2006-ban alapított Al Gore.
2009 szeptemberében a Nature Reports Climate Change szerint kötelező olvasmány a koppenhágai konferencián résztvevőknek. Joseph Romm tartalmáról: a Kellemetlen igazság a krízist határozta meg, amit az ENSZ éghajlat-változási keretegyezmény konferencián kezelnek. Gore szavai szerint a csúcstalálkozó a jelenleg elérhető leghatékonyabb technikai megoldásokat gyűjti össze. Al Gore az energiára, az üvegházhatású gázkibocsátásra fókuszál, és sorravéve több alábecsült megoldási stratégiát, mint a koncentrált nap termált. Egy teljes fejezetet szentel a föld alatti szén-dioxid-süllyesztőnek.
A Neewsweek jellemezve Al Gore könyvét megbízható, aprólékos, érvekkel alátámasztott, tudományos értékű, logikus írásnak nevezte, mely jól végigjárja a napenergia, a szélenergia, a geotermikus energia, az atomenergia kínálta megoldásokat, tárgyalva még az erdők szén-dioxid-lekötő képességét, az energiahatékonyságot is.

## Nukleáris energia
Az Our choice egy teljes fejezete a nukleáris energia alkalmazásáról szól. Gore magyarázata szerint a nukleáris energiát régen határtalan, alacsony költségű elektromos energia forrásának vélték, de a valóság az, hogy energiaforrás 30 éve válságban van. A világon a nukleáris energia használatának növekvő üteme mérséklődött, nincsenek új reaktorok. Az Amerikai Egyesült Államokban nem helyeztek üzembe nukleáris erőművet 1972 óta. A magyarországi feltételek nem egyeznek meg az amerikaival.

## A szén-dioxid kivonása és tárolása
Gore bemutatja ötletét a szén-dioxid kivonásra és tárolásra vonatkozólag (angolul: CCS). Évtizedekkel azután, hogy a CCS-sel előálltak, egyetlen kormány sem használta fel a technológiát, hogy erőművekből felszabaduló nagy mennyiségű szén-dioxidot közvetlenül kivonja és tárolja.

## Külső hivatkozások
- Our Choice megrendelés

- Al Gore Kellemetlen igazság könyvének folytatása
- Elizabeth Kolbert: Al Gore és a “Our Choice”